# Café Marzotto
El  Café Marzotto de la ciudad de Buenos Aires estaba ubicado en Avenida Corrientes 1124  y funcionó por lo menos desde la década de 1930 y allí actuaron importantes artistas vinculados al tango. Tuvo su época de mayor esplendor en la década de 1940 y en 1950 desapareció para ser reemplazado en el mismo local por el restaurante Arturito.
Su salón era alargado y angosto, estaba dividido por una mampara de madera y vidrio que separaba el salón general del salón “de familias” en el que los varones solo podían permanecer si estaban acompañados por damas.

## Algunos de los artistas que pasaron por el Marzotto
Hacia 1930 Ángel Vargas estuvo cantando en el Marzotto como vocalista de la orquesta de Lando y Mattino.
El ingreso de Atilio Stampone en 1941, con 15 años de edad, en la orquesta de Roberto Dimas, se produjo cuando la misma actuaba en el café Marzotto.
Según algunas versiones el debut de Alfredo de Angelis con orquesta propia fue el 20 de marzo de 1941 en el Marzotto, en tanto otros autores afirman que fue en el cabaré Marabú. 
Cuando en 1944 Alfredo de Angelis perdió imprevistamente al cantor Floreal Ruiz que  pasó a la orquesta de Aníbal Troilo en lugar de Francisco Fiorentino, convenció a Carlos Dante, que tenía ya 40 años, hacía años que no cantaba y tenía un trabajo como empleado de Yacimientos Petrolíferos Fiscales, para actuar y debutaron el 1 de octubre de 1944 en el Marzotto.
En 1945 en el Marzotto fue donde  el pianista Osmar Maderna tocó por primera vez con la segunda formación que dirigía.  
En 1946 Astor Piazzolla, que en 1944 dejado la Orquesta de Aníbal Troilo para dirigir la orquesta típica que acompaña al cantor Francisco Fiorentino, deja esta última para formar su primera orquesta totalmente propia, en la que estaban Atilio Stampone en el piano, Hugo Baralis en violín, Roberto Di Filippo en bandoneón y el cantante Aldo Campoamor, cuyo debut fue en el Marzotto.
Cuando en 1947 el pianista José Basso formó su primera orquesta después de haber estado en la de Aníbal Troilo, debutó haciendo triplete en Radio Belgrano, el café Marzotto y el cabaré Ocean Dancing, que estaba ubicado en la avenida Leandro N. Alem.
El cantante Horacio Casares se inició en la actuación al ganar en 1948 un concurso para voces jóvenes en el Café Marzotto.